# 임윤성
임윤성(1996년 3월 14일 ~ )는 대한민국의 가수이다. 록밴드 시네마의 보컬이다.